# Eulaema basicincta
Eulaema basicincta là một loài Hymenoptera trong họ Apidae. Loài này được Moure mô tả khoa học năm 2000.